# Pithecellobium johansenii
Espèce
Statut de conservation UICN

 EN (needs updating) C2a : En danger
Synonymes
- Pithecellobium telense Britton & Rose[1]

Pithecellobium johansenii est une espèce de plantes à fleurs de la famille des Fabacées et du genre Pithecellobium vivant en Amérique centrale.

## Répartition
Cette espèce est présente au Belize, au Guatemala et au Honduras.